# Belligné
Belligné (bretonsko Belenieg) je obmorsko naselje in občina v francoskem departmaju Loire-Atlantique regije Loire. Leta 2012 je naselje imelo 1.786 prebivalcev.

## Geografija
Kraj leži v pokrajini Bretaniji 62 km severovzhodno od Nantesa.

## Uprava
Občina Belligné skupaj s sosednjimi občinami Ancenis, Anetz, Bonnœuvre, La Chapelle-Saint-Sauveur, Couffé, Le Fresne-sur-Loire, Maumusson, Mésanger, Montrelais, Oudon, Pannecé, Le Pin, Pouillé-les-Côteaux, La Roche-Blanche, La Rouxière, Saint-Géréon, Saint-Herblon, Saint-Mars-la-Jaille, Saint-Sulpice-des-Landes, Varades in Vritz sestavlja kanton Ancenis; slednji je sestavni del okrožja Ancenis.

## Zanimivosti
- dvorec Château de la Galerie s parkom iz 19. stoletja,
- cerkev sv. Martina iz začetka 20. stoletja.

## Pobratena mesta
- Bezid (Transilvanija, Romunija),
- Knighton/Tref-y-clawdd (Wales, Združeno kraljestvo),
- Orscholz (Posarje, Nemčija).